# Cirrhochrista quinquemaculalis
Cirrhochrista quinquemaculalis là một loài bướm đêm trong họ Crambidae.